# پیتر ویک
پیتر ویک (انگلیسی: Peter Weck؛ زادهٔ ۱۲ اوت ۱۹۳۰) کارگردان فیلم، بازیگر تئاتر، بازیگر سینما، بازیگر تلویزیون، فیلم‌نامه‌نویس، و کارگردان تلویزیونی اهل اتریش است.
از فیلم‌ها یا برنامه‌های تلویزیونی که وی در آن نقش داشته‌است می‌توان به سیسی، کاردینال اشاره کرد.